# 浩布丁诺尔
浩布丁诺尔是一个位于中国内蒙古自治区锡林郭勒盟的盐湖，面积约为1.26平方千米，属于蒙新高原区。它的一级流域为内流区诸河，二级流域为内蒙古内流区。